# Turmhügel Haxterberg
Der Turmhügel Haxterberg, Haxthausisches Haus genannt, ist eine mittelalterliche Höhenburg vom Typus einer Motte (Turmhügelburg) südlich von Paderborn, Kreis Paderborn in Nordrhein-Westfalen. Sie gilt als Stamm- und Rittersitz des Adelsgeschlechts von Haxthausen.

## Lage
Die Hangburg Turmhügel Haxterberg liegt 1,5 km südlich von Paderborn an der Hangoberkante des steilen Bachtals Haxtergrund auf 220 m über NN. Heute wird der – mitunter auch Pohlberg genannte – Haxterberg als Schlossberg bezeichnet, wenn nicht der Turmhügel, die Wüstung Haxthusen oder der Besitz der Familie von Haxthausen den Bezug bilden.

## Geschichte
Der Turmhügel Haxterberg liegt bei der Wüstung Haxthusen, die 1036 als Haxsuithehusun erstmals erwähnt wird. Das Ministerialengeschlecht der Herren von Haxthausen wurde mit Helwicus de Haxwidehusen  1269 erstmals genannt. Vom Paderborner Dompropst mit der Villikation Haxthausen belehnt, das 1317 als officium Haxtehosen bezeichnet wurde, wurden sie zu den „vier edlen Meiern und Säulen“ der Paderborner Kirche gezählt, die die wichtigsten Güter des Domkapitels verwalteten.
Der Turmhügel Haxterberg gilt als ihr Stammsitz und ihr Lehnsbesitz bildete an dieser Stelle noch Ende des 18. Jahrhunderts einen geschlossenen Bezirk vom Haxter Holz südlich des Haxtergrunds über den Haxterberg bis zum Haxthauser Feld. Auf einer Karte des 18. Jahrhunderts findet sich dort die Bemerkung „im Süden der Berg, wo das Haxthausische Haus gestanden“.

## Beschreibung
Der ovale Turmhügel hat einen Durchmesser von 15 bis 20 m und die ebene Kuppe ist 12 m × 7 m groß. Um den Hügel ist ein Graben, 7 m breit und 1,4 m tief, erhalten.
Der Turmhügel liegt südlich des Knickwegs, der einst der Paderborner Landwehr folgte. Jenseits des Weges befindet sich der Haxterpohl, eine eingestürzte Doline (51° 41′ 18″ N, 8° 46′ 59″ O), die noch zu Anfang des 20. Jahrhunderts stets Wasser führte und so auf der wasserarmen Paderborner Hochfläche die Wasserversorgung gewährleistete. Vor den Separationen in der zweiten Hälfte des 19. Jahrhunderts führte der Pohlweg unmittelbar östlich am Haxterpohl entlang.
Spuren von Hohlwegen westlich des Turmhügels werden als Teil der sog. Paderborner Via Regia nach Niedermarsberg interpretiert. Das Burggelände wird heute als Wald genutzt.